# Contipus flexuosus
Contipus flexuosus är en skalbaggsart som beskrevs av Schmidt 1889. Contipus flexuosus ingår i släktet Contipus och familjen stumpbaggar. Inga underarter finns listade i Catalogue of Life.